# 津久見市立赤崎小学校
津久見市立赤崎小学校（つくみしりつ あかさきしょうがっこう）は、かつて大分県津久見市にあった公立小学校である。

## 歴史
- 2001年（平成13年）4月1日 - 休校[2]。
- 2016年（平成28年）12月26日 - 廃校[1]。

## 通学区域
- 通学区域 - 大字網代のうち字赤崎、大字四浦のうち字片鼻[3]

本校の廃校に伴い、上記の区域は津久見市立千怒小学校の通学区域となった。
赤崎小学校区全域が津久見市立第一中学校の通学区域であった。